# Cisteller de l'Urubamba
El cisteller de l'Urubamba (Asthenes urubambensis) és una espècie d'ocell de la família dels furnàrids (Furnariidae).

## Hàbitat i distribució
Habita zones amb arbres i matolls als Andes del nord i est de Perú i nord de Bolívia.